# Lactobacillus plantarum
Espèce
Lactobacillus plantarum est une bactérie lactique de la famille des Lactobacillaceae,.
Ce lactobacille est présent dans l'environnement, sur les plantes, dans le tractus digestif et la bouche (de l'homme), les eaux usées, l'ensilage, les produits laitiers, la choucroute, le levain panaire naturel. Certaines souches sont utilisées comme probiotique (tel que 299v) ou dans l'industrie agro-alimentaire sous forme de levain pour ensemencer les produits en fromagerie, panification, charcuterie etc.

## Étymologie
Le nom du genre lactobacillus vient du latin lac, lactis « lait » et bacillus « bâtonnet », l'« épithète spécifique » plantarum est le génitif du latin planta « plante » signifiant «des plantes ».

## Description
Lactobacillus plantarum est
- Gram-positive, non sporulée
- en bâtonnet, de 3 à 8 µm de long
- aérotolérante, anaérobie facultative (ne tolère que de très faible concentration en oxygène)
- apte à croître sur une grande variété de sources de sucre, dans de multiples niches environnementales
- hétérofermentaire facultative (les sucres peuvent être fermentés via la voie de la glycolyse ou la voie des pentoses phosphates, possédant donc les profils fermentaires homolactique ou hétérolactique)
- croissant à 15 °C (mésophile) mais pas à 45 °C
- demandant seulement les deux facteurs de croissance suivants : pantothénate de calcium (vit. B5) et de la niacine (vit. B3). Mais il n'est pas besoin d'avoir de la thiamine, pyridoxal (vit. B6), de l'acide folique, de la vitamine B12, de la thymidine.
- dont certaines souches peuvent réduire le nitrate

Le génome de Lactobacillus plantarum WCFS1 fut le premier des lactobacilles à être séquencé (Kleerebezem et al, 2003).

## Métabolisme
Les sucres une fois internalisés par L. plantarum, peuvent être fermentés par la voie glycolytique (voie EMP) ou par la voie des pentoses phosphates, correspondant respectivement aux profils d'une fermentation homolactique ou hétérolactique. Cultivé sur glucose, L. plantarum utilise la première voie pour métaboliser le glucose en pyruvate qui est ensuite converti en D- et L- lactate en quantités approximativement équimolaires.
Certaines souches de L. plantarum (comme 541 et A6) sont aptes à fermenter le glucose et à augmenter l'acidité de milieux très riches en sel (jusqu'à 8 % et même 10 %).
L. plantarum possède un nombre remarquablement élevé de transporteurs de sucres (du milieu extérieur à l'intérieur de la cellule). Plus de 25 complexes à phosphotransférases  PTS (Phosphotransferase System) complets ont été localisés sur son chromosome. Contrairement à la plupart des bactéries lactiques, L. plantarum ne possède pas le système enzymatique de base pour dégrader les grands polypeptides (à savoir la protéase extracellulaire Prt). Mais il exprime les transporteurs peptidiques Opp et Dtp ainsi que 19 peptidases intracellulaires de différentes spécificités.
L. plantarum possède aussi plusieurs protéines de surface homologues à des protéines de liaison au mucus, à la fibronectine, d'adhésion intercellulaire et d'agglutination. Lorsqu'on administre la souche L. plantarum NCIMB8826 à des souris par voie orale, on observe sa persistance une dizaine de jours dans le tractus digestif, démontrant sa forte capacité à coloniser cet environnement.
En présence d'oxygène, L. plantarum peut convertir l'oxygène en peroxyde d'hydrogène par une voie dépendante du manganèse. En absence d'oxygène, il fermente les sucres en acide lactique ou alcool.
L'assez grand nombre de gènes codant des fonctions de régulation indique sa grande aptitude à s'adapter à des milieux différents.

## Microbiote intestinal et oral
Les lactobacilles appartiennent à la microflore des muqueuses intestinale et buccale de l'homme. Lactobacillus plantarum a pu être isolé dans la majorité des prélèvements effectués sur la langue et le rectum de 42 individus en bonne santé. C'est le lactobacille le plus fréquemment rencontré, suivi par Lactobacillus rhamnosus puis L. paracasei subsp. paracasei.
Sous-espèces :
- Lactobacillus plantarum subsp. argentoratensis Bringel et al. 2005, isolé dans des végétaux
- Lactobacillus plantarum subsp. plantarum (Orla-Jensen 1919) Bringel et al. 2005

## Utilisations
Lactobacillus plantarum intervient dans la production de nombreux produits alimentaires fermentés comme les fromages, les saucissons secs, la choucroute. Il est aussi utilisé pour produire la fermentation lactique anaérobie des ensilages.

### Fromages
Dans tous les fromages, les lactobacilles L. plantarum et L. casei sont présents en nombre appréciables et se développent activement au cours de l'affinage. En fin de maturation, leur nombre atteint 107 à 108 cfu/g dans les fromages à pâte pressée cuite. Lb. plantarum est très commun dans les fromages produits et conservés dans la saumure ; il est même dominant dans la feta.
Avant les années 1980, ces espèces de Lactobacillus étaient considérées comme des bactéries adventives contaminantes (NSLAB Non-Starter Lactic Acid Bacteria). La montée en puissance de la production fromagère industrielle et le développement concomitant des techniques de traitement thermique et de microfiltration du lait, ont contribué à la diminution significative de ces bactéries adventives. Toutefois, de plus en plus d'études montraient que ces microflores participaient à l'affinage des fromages par leur activité protéolytique et par la formation d'arômes qui en résultait. Pour faire du fromage cheddar, Lane et Fox (1995) observent que l'ensemencement du lait pasteurisé avec des levains faits de souches de Lactococcus lactis conduit à leur croissance rapide (jusqu'à 108-109 cfu/g) suivie d'une décroissance au bout d'un mois de maturation. Mais on détecte aussi dans le cheddar, des bactéries lactiques adventives (NSLAB) qui au début, sont en très petit nombre puis deviennent dominante en fin d'affinage une fois les bactéries du levain mortes. Dans le cheddar irlandais, ces bactéries venant d'une contamination post-pasteurisation étaient des lactobacilles comme Lactobacillus casei et L. plantarum. On s'aperçut alors que le rôle de ces bactéries contaminantes NSLAB pouvait être déterminant pour la qualité organoleptique des fromages. L'addition délibérée de L. plantarum et de L. paracasei conduit à une amélioration de l'arôme du cheddar.
L'effet de l'utilisation d'un levain additionnel L. plantarum 1572 dépend en fait grandement de la souche de levain de base à laquelle il est ajouté. Il existe ainsi certaines souches de Lactococcus lactis qui peuvent stimuler la croissance de L. plantarum alors que d'autres souches très proches n'ont pas cet effet. C'est ce qu'Erica Hynes et ses collaborateurs ont très bien montré sur des essais effectués avec un protocole adapté de la technologie du saint-paulin. Le développement de L. plantarum n'est pas renforcé en présence d'une souche autolytique AM2 (Lactococcus lactis subsp. cremosis AM2). Par contre, la quantité de lactobacilles L. plantarum est multipliée par dix pour des fromages fabriqués avec la souche HP de la même sous-espèce de Lactococcus lactis subsp. cremosis. Cette combinaison fortement synergique résulte en une activité protéolytique très accrue. Cette étude suggère donc que les peptidases de L. plantarum 1572 sont capables de dégrader les peptides et ainsi d'accroître le contenu en acides aminés libres.

### Pain au levain
La farine contient nombre de lactobactéries dont Lactobacillus plantarum. Le levain naturel servant à fabriquer le pain au levain est obtenu par fermentation spontanée de farine et d'eau. Son microbiote contient bien sûr un grand nombre de lactobacilles, comme Lactobacillus sanfranciscensis, Lb. brevis et Lb. plantarum.

### Fermentation de produits alimentaires en saumure: choucroute, olives, cornichons etc.
L'élimination de l'amertume des olives est un processus complexe demandant le trempage dans des solutions de soude, de multiples lavages et l'immersion dans de la saumure. Suit ensuite une phase de fermentation lactique dans laquelle L. plantarum joue le rôle principal. La production d'acide lactique fait descendre le pH de la saumure jusqu'à la valeur de 4 ce qui permet une meilleure conservation. Mais il a été possible en outre de  sélectionner des souches de L. plantarum capables d'hydrolyser le principe amer. Ce principe nommé l'oleuropéine est hydrolysé par une ß-glucosidase produite par ces souches.
La choucroute s'obtient par salage et fermentation du chou. La fermentation lactique est due au départ à Leuconostoc mesenteroides. Lorsque l'acidité atteint 1 %, la fermentation se poursuit grâce Lactobacillus plantarum puis à partir de 2 %, par Lactobacillus brevis, Lb. curvatus, Lb. sakei etc..

### Altération des aliments
L. plantarum intervient dans l'altération de la viande, de la bière, du vin ou du jus d'orange.
Ce lactobacille est capable de se développer dans un large champ de pH et d'altérer les jus de fruit en raison de leur acidité.

### Probiotique
Lactobacillus plantarum fait partie des quelques lactobacilles (avec L. crispatus, L. gasseri) impliqués à la fois dans la production d'aliments fermentés et résidant habituellement dans le tractus intestinal. Sa parfaite innocuité l'autorise dans les applications alimentaires. Pour avoir droit en outre au statut de bactérie probiotique, il doit montrer son aptitude à atteindre puis à survivre dans l'intestin. Il a été montré qu'il pouvait tolérer la forte acidité (pH 2) de l'estomac et surmonter l'exposition aux acides biliaires dans la partie proximale de l'intestin grêle. Il est de plus apte à survivre dans la partie distale du côlon (iléon). La survie de différentes souches de bactéries lactiques dans le côlon a été testée chez six sujets auxquels on faisait ingérer du lait fermenté comportant des souches de Lactobacillus plantarum, Lb. fermentum et Lactococcus lactis. La mise en culture du contenu de leur iléon aspiré par intubation, a montré un taux de survie beaucoup plus grand pour Lactobacillus plantarum NCIMB 8826 (7 %) que pour Lb. fermentum (0,5 %) et Lc. lactis (1,0 %).
Différents essais, passés en revue par M.C. de Vries et al., montrent qu'une prise journalière de souches de lactobacilles diminue la numération des bactéries anaérobies Gram négatives au niveau de la muqueuse rectale et que les principaux lactobacilles retrouvés dans la dizaine de jours qui suivent la fin de la prise, au niveau du jéjunum (intestin grêle), était les souches de L. plantarum 299 et 299v. D'un point de vue médical, la réduction du nombre de bactérie anaérobies Gram négatives est considérée comme étant avantageuse, puisque ces bactéries sont fréquemment isolées dans les sites infectés après une intervention chirurgicale.
Une étude portant sur des sujets ayant un taux assez élevé de cholestérol, a montré que l'absorption de L. plantarum 299v pouvait réduire le cholestérol LDL de 9,6 %.
Quelques essais cliniques ont testé l'efficacité de L. plantarum à stimuler le système immunitaire. Les résultats encourageants qui ont été obtenus, demandent toutefois des études complémentaires pour confirmation. L. plantarum aurait aussi un effet protecteur contre les infections intestinales. Une étude randomisée en double aveugle et placebo a montré que pour les patients sous antibiotiques, les diarrhées à Clostridium difficile étaient moins fréquentes si le traitement antibiotique était associé avec L. plantarum 299v.
L. plantarum a donc potentiellement toutes les qualités d'un probiotique.